# Greenland
|  | Per a altres significats, vegeu «Greenland (Nou Hampshire)». |

Greenland és un despoblat al comtat de Butte (Califòrnia) a 5 milles (8,0 km) al nord de Chico. A Greenland hi va haver oficina de correus els anys 1863 i 1864.